# 2018 في إسبانيا
فيما يلي قوائم الأحداث التي وقعت خلال عام 2018 في إسبانيا.

## سياسة

### تعيين في المنصب
- 17 يناير – خوردي تورول عضو البرلمان الكاتالوني ‏.
- 17 يناير – كارلس بوتشدمون عضو البرلمان الكاتالوني ‏.

### انتهاء فترة المنصب
- 9 يناير – أرتور ماس President of the Catalan European Democratic Party ‏.

## رياضة
- 25 يناير – تروفيو سيس سالينس 2018 الفائزون جون ديجينكولب، جاسبر دي بويست، سوندر هولست إنجر.
- 26 يناير – تروفيو سيرا دي ترامونتانا 2018 الفائزون أليخاندرو بالبيردي، جياني موسكون، تيم فيلانز.
- 27 يناير – تروفيو بولينسا-أندراتكس 2018 الفائزون غريغور مولبرغر، Elmar Reinders [الإنجليزية]‏، توم سكوجين.
- 28 يناير – تروفيو بالما 2018 الفائزون Erik Baška [الإنجليزية]‏، جون ديجينكولب، Coen Vermeltfoort [الإنجليزية]‏.
- 10 فبراير – فولتا مورسيا 2018 الفائزون أليخاندرو بالبيردي، فيليب جيلبير، لويس ليون سانشيز.
- 11 فبراير – طواف ألميريا 2018 الفائزون داني فان بوبل، كاليب إيوان، تيموثي دوبونت.
- 31 مارس – جائزة ميغيل إندوراين 2018 الفائزون أليخاندرو بالبيردي، كارلوس فيرونا، نيك شولتز.
- 8 أبريل – كلاسيكا بريمافيرا 2018 الفائزون أليخاندرو بالبيردي، Wilmar Paredes [الإنجليزية]‏، أندريه أمادور.

## وفيات

### فبراير
- 27 فبراير – كيني (مواليد 1949) لاعب كرة قدم إسباني.

### مارس
- 2 مارس – جيسوس لوبيز (مواليد 1940) قائد أوركسترا إسباني.